# Alois Kaňkovský
Alois Kaňkovský (Bělkovice-Lašťany, Regió d'Olomouc, 9 de juliol de 1983) és un ciclista txec actualment a l'equip Elkov-Author. Combina la pista amb la carretera. El 2007, es va proclamar Campió del món d'Òmnium.

## Palmarès en pista
- 2001
  -  Campió d'Europa júnior en Quilòmetre Contrarellotge
  -  Campió d'Europa sub-23 en Persecució per equips (amb Michal Kesl, Stanislav Kozubek i Libor Hlavac)
- 2007
  -  Campió del món d'Òmnium
- 2008
  -  Campió de Txèquia en Madison (amb Petr Lazar)
- 2011
  -  Campió de Txèquia en Madison (amb Martin Kadlec)
- 2012
  -  Campió de Txèquia en Madison (amb Martin Bláha)
- 2013
  -  Campió de Txèquia en Velocitat per equips
- 2014
  -  Campió de Txèquia en Madison (amb Milan Kadlec)
- 2016
  -  Campió de Txèquia en Madison (amb Vojtĕch Hačecký)

## Palmarès en ruta
- 2010
  - 1r al Gran Premi Hydraulika Mikolasek
  - 1r al Central European Tour Gyomaendröd
  - Vencedor d'una etapa al Czech Cycling Tour
- 2011
  - 1r al Gran Premi Miskolc
  - Vencedor de 2 etapes a la Volta al llac Taihu
- 2012
  - Vencedor de 2 etapes a la Tour de l'Azerbaidjan
  - Vencedor de 2 etapes a la Volta al llac Taihu
  - Vencedor d'una etapa al Tour de Fuzhou
- 2013
  - 1r a la Volta a la Xina II i vencedor de 3 etapes
  - 1r al Tour de Nanquín
  - Vencedor de 3 etapes a la Tour de l'Iran
  - Vencedor d'una etapa a la Volta a la Xina I
  - Vencedor de 2 etapes a la Volta al llac Taihu
- 2014
  - Vencedor d'una etapa a la Volta al llac Taihu
- 2015
  - 1r al Memorial Roman Siemiński
  - 1r al Visegrad 4 Bicycle Race-GP Slovakia
  - 1r al Visegrad 4 Bicycle Race-GP Hungary
  - 1r al Memorial Henryk Łasak
  - Vencedor d'una etapa a la Cursa de Solidarność i els Atletes Olímpics
  - Vencedor d'una etapa a la East Bohemia Tour
- 2016
  - 1r al Memorial Andrzej Trochanowski
  - 1r a la Puchar Ministra Obrony Narodowej
  - Vencedor d'una etapa a la Szlakiem Grodów Piastowskich
- 2017
  - 1r al Visegrad 4 Bicycle Race-GP Slovakia
  - 1r al Memorial Andrzej Trochanowski
  - 1r al Memorial Roman Siemiński
  - 1r a la Dookoła Mazowsza i vencedor de 2 etapes
  - 1r a la Puchar Ministra Obrony Narodowej
  - Vencedor d'una etapa a la Cursa de Solidarność i els Atletes Olímpics
- 2018
  - 1r al Visegrad 4 Bicycle Race-GP Czech Republic
  - 1r al Memorial Andrzej Trochanowski
  - 1r al Memorial Roman Siemiński
  - Vencedor d'una etapa al Tour de Loir i Cher
  - Vencedor d'una etapa a la Szlakiem Grodów Piastowskich
  - Vencedor d'una etapa al Gran Premi ciclista de Gemenc
  - Vencedor d'una etapa a la Dookoła Mazowsza
  - Vencedor d'una etapa a la Okolo jižních Čech
- 2019
  - 1r a l'Umag Trophy
  - 1r al Visegrad 4 Bicycle Race-GP Polski
  - 1r al Memorial Andrzej Trochanowski
  - 1r al Memorial Roman Siemiński
  - 1r al Visegrad 4 Bicycle Race-GP Slovakia
  - Vencedor d'una etapa al Tour de Bihor-Bellotto
  - Vencedor d'una etapa a la Volta a Hongria